# Gaetano Quartararo
Gaetano Quartararo war ein italienischer Schauspieler und Filmregisseur.
Quartararo, dessen Lebensdaten nicht zu ermitteln sind, spielte zwischen 1950 und 1966 in über fünfzig Filmen kleinere Rollen und war auch in Fernsehserien ein regelmäßiger Gast; seine Offiziere, Ärzte und Geschäftsleute waren fast immer nur Stichwortgeber und oftmals nicht in den Stabangaben gelistet. Daneben spielte der grobschlächtig wirkende Darsteller in Fotoromanen. 1967 schrieb und produzierte er einen von José Luis Merino inszenierten Agentenfilm und ließ zwei Jahre darauf einen Kriegsfilm folgen, den er selbst inszenierte.

## Filmografie (Auswahl)
Schauspieler
- 1950: Freiwild (Il brigante Musolino)
- 1964: Das war Buffalo Bill (Buffalo Bill, l'eroe del Far West)
- 1964: Der stärkste Mann der Welt (Il trionfo di Ercole)
- 1964: Das letzte Gewehr (Jim il primo)
- 1964: Ursus und die Sklavin des Teufels (Ursus il terrore dei Kirghisi)
- 1965: Höllenhunde des Secret Service (Superseven chiama Cairo)
- 1965: Ein Loch im Dollar (Un Dollaro bucato)
- 1966: La grande notte di Ringo
- 1966: Mister X
- 1973: Der Todeskuß des Paten (Baciamo le mani)

Drehbuch
- 1967: Colpo sensazionale al servizio del Sifar (& Produktion)
- 1969: Ora X – pattuglia suicida (& Regie)